# ۱۰۷۴ (قمری)
۱۰۷۴ (قمری)، هزار و هفتاد و چهارمین سال در گاهشماری هجری قمری است. اول محرم این سال برابر با پنجم اوت سال ۱۶۶۳ میلادی است.